# Chiesa di San Quintino (Magonza)
La chiesa di San Quintino a Magonza è la chiesa cattolica più antica della città. Oggi forma, insieme alla parrocchia di San Martino (duomo della città), la parrocchia duomo di San Martino e San Quintino. Il parroco della cattedrale è quindi sempre anche quello di San Quintino.

## Storia
Le origini della chiesa risalgono probabilmente al tempo dei Merovingi, evento supportato dalla festa patronale di San Quintino, che in seguito fu quasi dimenticata. Il secondo patrono della chiesa è San Biagio, di cui San Quintino aveva un reliquiario con la testa. La chiesa venne menzionata per la prima volta nell'anno 774 e successivamente fu il primo cimitero parrocchiale della città interna (menzionato per la prima volta nelle fonti intorno al 1100). Si ritiene che fosse già presente nell'VIII secolo quando era iniziata una vasta attività di costruzione di chiese a Magonza. La costruzione odierna iniziò intorno al 1288 e fu completata intorno al 1330 in stile gotico. Questo edificio subì gravi danni già nel 1348 quando un incendio, iniziato durante una epidemia di peste, si diffuse nella chiesa dal vicino quartiere ebraico, distruggendo le finestre della navata e sciogliendo la campana nella torre campanaria. Dal 1425 iniziò la ricostruzione e fu inoltre costruita l'estensione della cappella a sud del coro con l'antica sagrestia. Durante la guerra dei trent'anni la chiesa servì da caserma per le truppe svedesi e a volte vi si svolgevano anche servizi evangelici. Nel 1721 la chiesa fu completamente ristrutturata in stile barocco. Nel 1813 la chiesa fu di nuovo caserma, questa volta per le truppe francesi dopo la Battaglia delle Nazioni vicino a Lipsia. La chiesa subì un fondamentale rinnovamento, dal 1869 al 1888, dopo essere stata salvata dalla demolizione dall'architetto della città Eduard Kreyßig. La chiesa era in stile neogotico e solo le barriere neogotiche, del coro su entrambi i lati della navata, sono sopravvissute a questa fase. Durante la seconda guerra mondiale, la chiesa fu gravemente danneggiata dalle incursioni aeree su Magonza, nel 1942, ma le mura furono conservate. Andò bruciata la preziosa reliquia del braccio di San Quintino, così come altri preziosi arredi. La ricostruzione e la ristrutturazione iniziarono immediatamente. Durante la guerra fu approntato un tetto di emergenza e la chiesa fu riutilizzata nel 1948. Dopo la guerra servì da alloggio per la guarnigione francese. Alla fine degli anni 1960, furono eseguiti lavori all'esterno e sul campanile, per cui l'edificio ricevette di nuovo la sua colorazione medievale, nel 1970, sulla base di reperti originali. Tuttavia, la torre rimase con un tetto di emergenza e soltanto nel 1995 venne ricostruita la copertura della torre rinascimentale.

## Costruzione
Il nuovo edificio gotico di San Quintino fu costruito al posto di un precedente, la cui forma è sconosciuta e di cui non è rimasto alcun edificio visibilmente conservato. La chiesa odierna è costituita da tre navate a pianta quasi quadrata. Nella parte più a sud è ubicato il massiccio campanile della chiesa. Per creare una pianta quasi quadrata della torre, la navata meridionale è larga solo circa la metà di quella centrale. La parte più antica dell'edificio è il coro a navata unica, sul lato sud. Sul lato nord c'è una cappella. Il portale d'ingresso si trova sul lato sud. Lo sviluppo della parete ovest della chiesa, che è emersa da elementi medievali, è significativo in termini di pianificazione urbana. L'esterno è mantenuto in rosso mattone con giunti verniciati.

## Interno

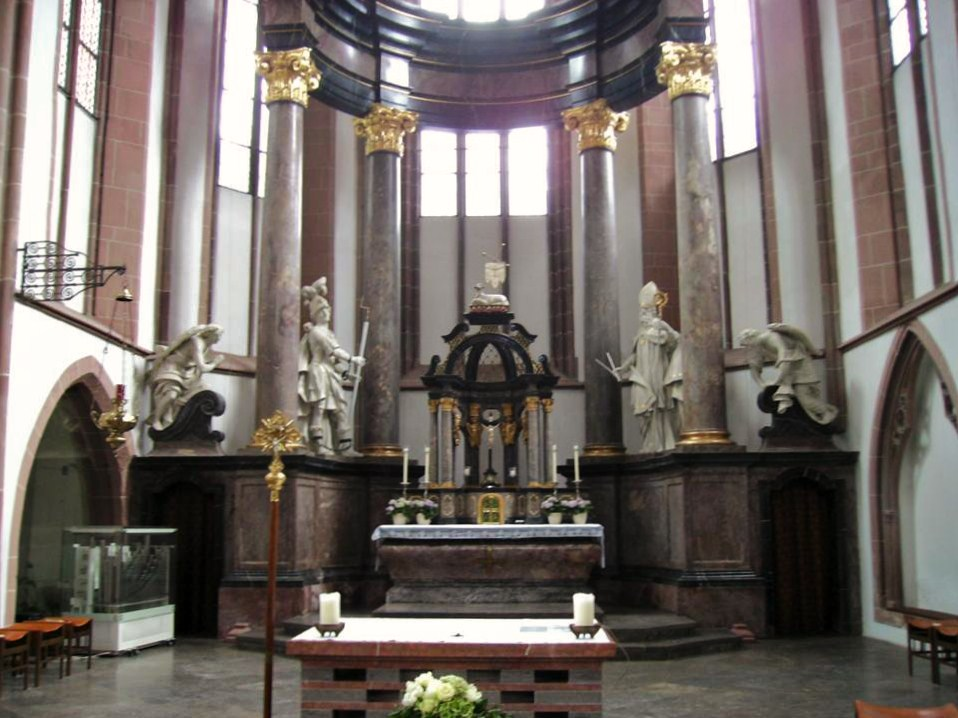
Altare maggiore

L'interno originale della chiesa è andato in gran parte perso durante la seconda guerra mondiale. Sono ancora conservate due pregiate sculture in pietra di una via crucis creata intorno al 1500, il fonte battesimale del 1713 e quattro tombe del XVIII e XIX secolo. Notevole la ricostruzione semplificata dell'altare maggiore in marmo rosso e nero dell'architetto Maximilian von Welsch del 1739. I due patroni della chiesa, San Quintino e San Biagio, si ergono tra le colonne, caratterizzati dai loro attributi: catena e lancia e candele incrociate, rispettivamente. Con le adorabili figure di angeli, queste due figure, della bottega dello scultore di Magonza Burkhard Zamels, sono gli unici gioielli originali rimasti dell'altare un tempo riccamente decorato. L'altare della celebrazione moderna, l'ambone e i sedili sono stati creati nel 1998 sulla base dei disegni dell'artista del Limburgo Karl Matthäus Winter. 
A causa della rapida riusabilità dopo la seconda guerra mondiale, ci sono anche molti pezzi di arredamento provenienti da altre chiese della città, come la grande pala d'altare di Franz Anton Maulbertsch del 1758 sulla parete ovest della navata nord, che mostra l'Assunzione della Vergine Maria ed era originariamente nell'abbazia Altmünster. Dopo la sua abolizione, nel 1781, a favore del Fondo universitario e il suo uso come ospedale militare, fu venduta e usata come pala d'altare dalla Chiesa di san Emmerano dal 1808. Da segnalare anche il pulpito rococò del maestro carpentiere Johannes Förster, che creaò anche quello della chiesa di San Pietro. Anche il pulpito, proveniente da Sant'Emmerano, fu realizzato nel 1761 per ordine della contessa Ostein e nella seconda guerra mondiale trasferito nella cripta della cattedrale di Magonza. Dopo la guerra, entrambe le opere d'arte e il confessionale barocco vennero trasferiti da Sant'Emmerano a San Quintino. Gli altari laterali barocchi, realizzati in noce, provengono dalla chiesa di Nostra Signora di Oberwesel e furono venduti nel 1899 alla chiesa parrocchiale di Mainz-Bretzenheim. L'altare laterale destro contiene una immagine di San Cristoforo (oggi monumento ai caduti). Creato intorno al 1470, questa Pietà del Medio Reno in legno di tiglio trasmette un'immagine del costume femminile tardo medievale. L'altare laterale sinistro è oggi dedicato a Giuda Taddeo e mostra una scena insolita sul Monte degli Ulivi con Dio Padre e il Calice. 

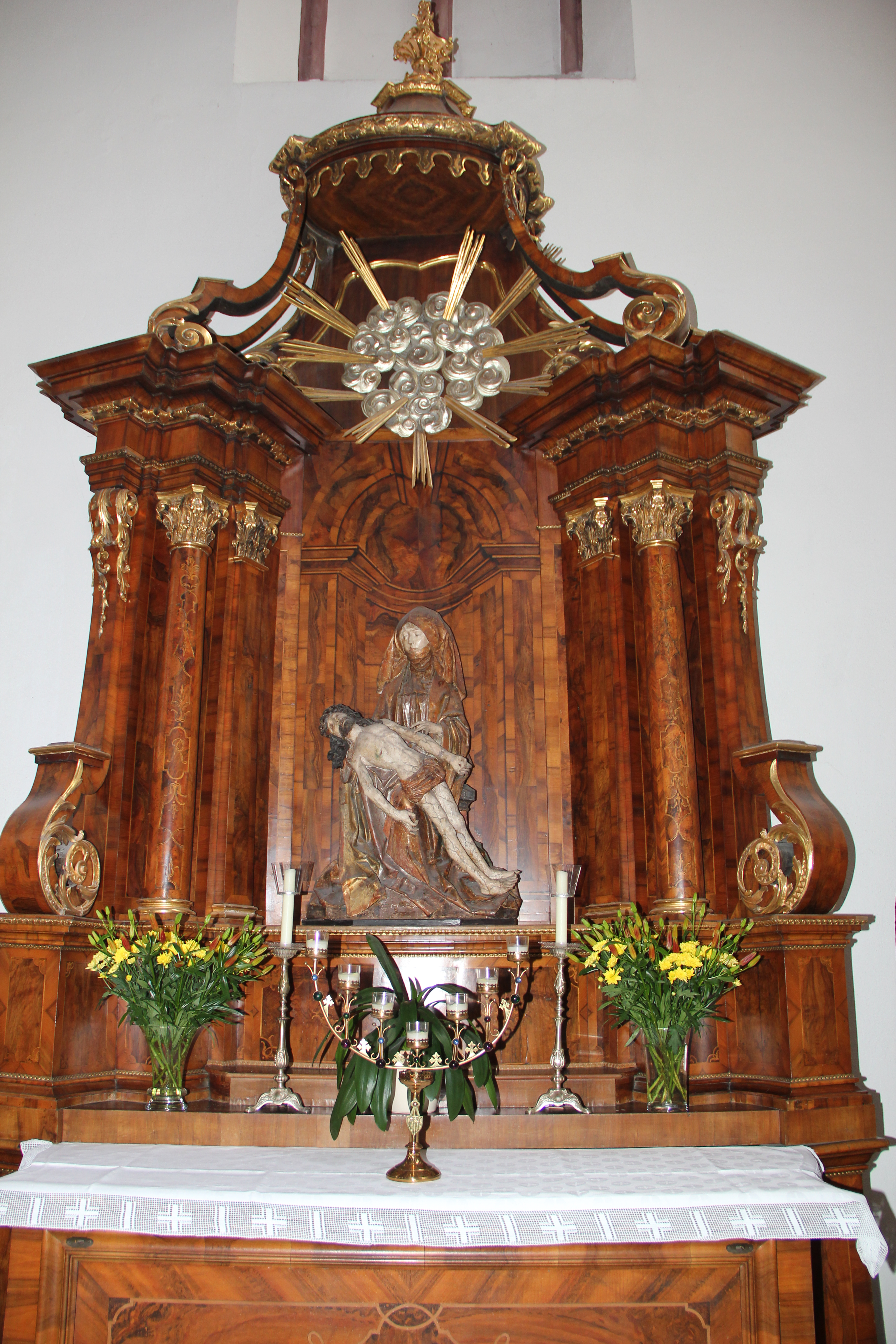
Altare laterale destro di San Quintino

Nella cappella della croce è appeso un prezioso crocifisso gotico del 1400 circa. L'espressione facciale sorridente contrasta con il corpo crocifisso. Nel 1942 fu acquistato dalla comunità per sostituire la croce trionfale che fu distrutta nel primo bombardamento. I banchi furono realizzati in una forma leggermente modificata e semplificata dopo la seconda guerra mondiale.

## Organo
Un organo romantico inglese del rinomato laboratorio di organi Nelson, nell'Inghilterra nord-occidentale, è nella galleria rinnovata nel 2012. Costruito a Durham, in Inghilterra, nel 1906 per l'ormai chiusa cappella Wooley Terrace a Stanley Crook e restaurato e ampliato dalla società di costruzioni di organi Elmar Krawinkel & Sohn, l'organo ora ha 23 registri, divisi in due manuali e pedale. Con il suo semplice rivestimento in stile neogotico in rovere, lo strumento storico risalta sulla galleria di legno di nuova costruzione dal 2003. Durante il restauro, l'organo Nelson è stato ampliato di sette registri, utilizzando canne storiche inglesi (precedentemente a St. Georg's, Hanover Square, Londra) e nessun elemento storico è stato distrutto.

## Campane
San Quintino dispone di quattro campane. Quella più importante è la campana più antica della Renania-Palatinato, una campana a forma di alveare, che risale al 1250 circa. Da quando la campana è stata restaurata, nel 1997, suona quotidianamente per l'Angelus. Le due guerre mondiali risparmiarono solo la campana di Quintino, che oggi è la seconda campana più piccola. Sono state aggiunte due grandi campane in acciaio fuso degli anni 1920.

## Cimitero
L'ex cimitero, ora fa parte della casa di riposo della città. Sulla parete nord della chiesa ci sono alcune lapidi, che furono scoperte nel 1883 nel pavimento della chiesa. Un portale barocco adornava l'ingresso al cimitero su Schusterstrasse fino alla seconda guerra mondiale. Il portale di arenaria fu distrutto da una bomba.